# The Cinematic Score GTA 5
The Cinematic Score GTA 5 es la vigésimo novena banda sonora compuesta por el grupo alemán de música electrónica Tangerine Dream. Publicada en marzo de 2014 por el sello Eastgate se trata de la música compuesta para su utilización como banda sonora para el videojuego Grand Theft Auto V.

## Producción
Grand Theft Auto V es la quinta entrega del popular videojuego homónimo desarrollado por el estudio Rockstar North, distribuido por Rockstar Games, y disponible en las consolas PlayStation y Xbox y en Microsoft Windows.
Entre 2012 y 2013 Edgar Froese recibió la oferta de formar parte de los músicos encargados de poner banda sonora al videojuego en lo que sería su primera, y a la postre única, participación en un proyecto de este estilo junto a Woody Jackson, Alchemist y Oh No. Aunque previamente Tangerine Dream ya había recibido ofertas similares para la composición de partituras para videojuegos habían sido declinadas. Sin embargo una reunión entre Froese con los encargados de Rockstar le movió a cambiar de parecer y aceptar el encargo.

"Después de dieciséis años con diferentes compañeros en Tangerine Dream comencé a hacer una pausa. Sin embargo fui contactado por Rockstar. En Nueva York, tuve una reunión con el jefe, y le dije 'Odio los videojuegos, nunca hice uno'. También había rechazado buenas ofertas. Al hablar con él, descubrí cuál era la filosofía detrás del juego: trabajar en contra de lo establecido. Se trata de un juego social. Mucha gente no entendía la filosofía del juego. Le dije: "¿qué quieres hacer, destruir lo establecido?". Él dijo: "Sí". Entonces respondí: "Me apunto"."
Edgar Froese (2014) 

Posteriormente una parte de la banda sonora compuesta por Tangerine Dream fue publicada dentro de la banda sonora oficial del videojuego. Titulado The Music Of Grand Theft Auto V se trata de un triple álbum que incluye las canciones empleadas en el juego (Original Music), un segundo álbum con el trabajo realizado conjuntamente por Tangerine Dream, Woody Jackson, Alchemist y Oh No (The Score) y un tercer álbum con otras composiciones (The Soundtrack). Con posterioridad Froese decidió elaborar una edición limitada de 2.000 copias, destinado a los seguidores del grupo, que solamente contuviera el material compuesto por Tangerine Dream al que se denominó The Cinematic Score GTA 5.

La banda sonora para el innovador juego Grand Theft Auto 5 se basó en la fusión de la composición de cuatro artistas diferentes un procedimiento que el supervisor de música del juego tuvo que realizar. Finalmente encaja perfectamente para el juego. Lo que se dejó fuera, necesariamente para darle al juego una textura sonora homogénea en su forma abstracta, es la denominada "partitura cinematográfica". En este álbum (The Cinematic Score GTA 5) encontrarás la música sin ninguna otra información del juego en sí. Es el ambiente musical puro compuesto y tocado únicamente por Tangerine Dream. Tal vez reconocerás una melodía o ritmo aquí y allá, pero todo está construido con el vestido de las líneas y melodías del secuenciador tal como se compuso en primer lugar."
Eastgate Music Shop (2014) 

## Lista de canciones
| N.º   | Título                         | Escritor(es) | Duración |  |
| 1.    | «Place Of Conclusions»         | Edgar Froese | 5:15     |  |
| 2.    | «Streets Of Fortune»           | Edgar Froese | 4:54     |  |
| 3.    | «Mission Possible»             | Edgar Froese | 4:15     |  |
| 4.    | «Downtown Los Santos»          | Edgar Froese | 5:06     |  |
| 5.    | «Blaine County Sunrise»        | Edgar Froese | 5:26     |  |
| 6.    | «Burning The Bad Seal»         | Edgar Froese | 5:17     |  |
| 7.    | «Beyond The Weakest Point»     | Edgar Froese | 6:09     |  |
| 8.    | «Sadness, Grief And Hope»      | Edgar Froese | 4:38     |  |
| 9.    | «Diary Of A Robbery»           | Edgar Froese | 5:36     |  |
| 10.   | «Draw The Last Line Somewhere» | Edgar Froese | 6:13     |  |
| 11.   | «The Dangerous Mile»           | Edgar Froese | 5:42     |  |
| 12.   | «Living On A Razor Edge»       | Edgar Froese | 5:17     |  |
| 63:48 |                                |              |          |  |

## Personal
- Edgar Froese - instrumentación, libreto y producción
- Bianca F. Acquaye - diseño gráfico y producción ejecutiva